# Matanza de La Coruña
La Matanza de La Coruña fue una masacre ocurrida en Chile el 5 de junio de 1925, cuando el gobierno de Arturo Alessandri Palma respondió por la vía armada a una serie de sublevaciones obreras que se produjeron en el marco de una huelga general en la provincia de Tarapacá, y que tuvo como foco principal a la oficina salitrera de La Coruña, en la pampa del Tamarugal. Esta acción armada del Estado dejó un saldo de cerca de dos mil personas muertas.

## Antecedentes
La oficina salitrera de La Coruña estaba localizada en el llamado Cantón Alto San Antonio de la pampa del Tamarugal, en la actual región de Tarapacá. Antes había sido llamada Cataluña y Galicia, y en 1924 contaba con una población cercana a los 1800 habitantes.
A inicios de 1925, los obreros de las salitreras de Tarapacá iniciaron una serie de movilizaciones por las mejoras en sus condiciones laborales y económicas. Se iniciaron huelgas locales en distintas oficinas y campamentos salitreros a lo largo de la pampa del Tamarugal, que desembocaron en un paro general y en la demanda de la Federación Obrera de Chile (FOCH) por la estatización de la industria salitrera. El intendente de Tarapacá, Recaredo Amengual, dispuso el envío de escuadrones militares para que ocupasen ciertos lugares estratégicos de la pampa, solicitando al gobierno central, además, el envío de buques de la Armada al puerto de Iquique. Tras llegarse a un acuerdo parcial que permitió levantar algunas huelgas, fueron clausurados los periódicos El Despertar de los Trabajadores (comunista) y El Surco (anarquista), y se detuvieron varios dirigentes de la FOCH en la zona entre Pozo Almonte y Huara, los que fueron enviados en ferrocarril hacia Pisagua, donde el gobernador Alberto Labbé dispuso su embarque y traslado a Valparaíso a bordo del vapor Mapocho.
Enterados de la detención de los dirigentes sindicales, el 4 de junio la FOCH declaró una huelga general por 24 horas, y convocó a distintas concentraciones de trabajadores en Huara, San Antonio de Zapiga y el pueblo de Alto San Antonio. En este último se produjeron enfrentamientos entre los obreros y las fuerzas policiales, cuando estas últimas irrumpieron en el local de la FOCH donde se efectuaba un mitin, resultando muertos dos policías. Tras estos sucesos, los trabajadores se tomaron las oficinas Galicia y La Coruña, distribuyendo las provisiones de las pulperías entre las familias y se inició una huelga general que significó la toma de 124 oficinas salitreras por sus trabajadores y la paralización del puerto de Iquique, así como de los ferroviarios y conductores de carretas de la provincia que se unieron a la huelga.
El intendente Amengual comunicó al ministro de Guerra, coronel Carlos Ibáñez del Campo, que en la pampa «había estallado la revolución soviética». El gobierno, alarmado por el cariz que tomaban los acontecimientos en el norte, declaró a las provincias de Tarapacá y Antofagasta en estado de sitio, y se designó como jefe de plaza al general Florentino de la Guarda. Se enviaron refuerzos militares a los puertos de Iquique, Pisagua y Mejillones en los buques de guerra Zenteno, O'Higgins, Lynch, Riquelme y Williams Rebolledo.

## Hechos
En el marco de la huelga general de los cantones salitreros, el 3 de junio de 1925 los trabajadores de La Coruña se tomaron las instalaciones de la salitrera. Comandados por el dirigente anarquista Carlos Garrido, se apropiaron de la oficina de la administración, el polvorín y la pulpería; en esta última dependencia encontraron la oposición armada del administrador, el español Luis Gómez Cervela, quien fue asesinado por los obreros más radicalizados. Los almacenes, bodegas y depósitos fueron saqueados por los trabajadores y sus provisiones distribuidas entre las familias del campamento.
Tan pronto como el intendente Amengual supo de la revuelta en La Coruña, dispuso la subida inmediata de las tropas de una compañía de infantería del regimiento Carampangue, un escuadrón de caballería del regimiento Granaderos y algunos marinos para combatir las sublevaciones de los obreros.
Tras abandonar Iquique el 4 de junio, las tropas partieron a La Coruña, donde encontraron a los trabajadores atrincherados en las calicheras y en las viviendas, lanzando bombas de mano a los militares. Otros obreros estaban armados con granadas hechizas confeccionadas con tarros de hojalata cargados con pasta de dinamita y remaches y sellados con discos de latón soldados. El comandante de las tropas, teniente coronel Acacio Rodríguez, solicitó el refuerzo de dos baterías adicionales del grupo de artillería "General Salvo", que, provistas de cañones y municiones de mayor alcance, bombardearon las instalaciones de la oficina salitrera y demolieron las posiciones de los rebeldes. Tras los fuegos de artillería, algunos obreros heridos abandonaron sus puestos de combate y huyeron por la pampa. El bombardeo sobre La Coruña alcanzó las canchas de secado de salitre y las rampas de embarque, donde el nitrato ardió y produjo un incendio que consumió viviendas de madera, talleres, maestranza, bodegas, galpones y almacenes de víveres. Hombres, mujeres y niños trataban de escapar mientras los soldados disparaban. Esto motivó a Carlos Garrido a enviar a través de un emisario un mensaje de cese al fuego al comandante Rodríguez, quien no lo aceptó. Tras dirigir el ataque de la artillería y piezas de ametralladora, por la mañana del 5 de junio dirigió a la infantería y caballería en la arremetida final a La Coruña. Garrido, vencido por la superioridad del adversario, tuvo que entregarse voluntariamente, declarando ser el único responsable por los hechos acaecidos en la oficina salitrera. Fue fusilado esa misma noche en la cancha de fútbol de La Coruña.
Ocupada la oficina salitrera, se encarceló y torturó en los corrales del camal (matadero) a los obreros que no habían huido durante la refriega. A ellos se sumaron grupos de sobrevivientes que fueron capturados en la pampa por las fuerzas de caballería. Las persecuciones siguieron en otras oficinas salitreras que se habían plegado a los planes de Garrido, como Barrenechea, Vigo, San Enrique, San Pedro, Argentina y Pontevedra. Se estima que fueron asesinados más de dos mil pampinos entre hombres, mujeres y niños, mientras que otros seiscientos fueron apresados en la pampa y enviados al velódromo de Iquique.

## Influencia cultural
Pese a ser la segunda en mortandad de las matanzas de obreros producidas en Chile no fue incluida en los testimonios de autores contemporáneos como, por ejemplo, los de Emilio Bello en su Recuerdos Políticos. La Junta de Gobierno de 1925. Su origen y relación con la reforma del régimen constitucional (Ed. Nascimento, 1954); o los de Arturo Olavarría en su Chile entre dos Alessandri (Ed. Nascimento, 1962)así como tampoco se trató en publicaciones divulgativas posteriores como Historia de Chile (Ed. Universitaria, Tomo 4, 1861-1970; 1974), Ensayo histórico sobre la noción de Estado en Chile en los siglos XIX y XX (Ed. Universitaria, 1986); Chile en el siglo XX (Ed. Planeta, 1990), e Historia del siglo XX chileno (Ed. Sudamericana, 2001). La restitución de su memoria es pues más actual. Las principales obras que han tratado este evento son:

#### Literatura
- 2021 - Masacres obreras y populares en América Latina durante el siglo XX, de Sergio Grez Toso y Jorge Elías Caro.[11]

#### Teatro
- 2007- Coruña, la ira los vientos, de Iván Vera-Pinto. Compañía Teatro Expresión de Iquique.[12]